# Святой Валентин
Святой Валентин (лат. Valentinus) — имя нескольких раннехристианских святых мучеников. Об их жизни практически ничего не известно, невозможно даже достоверно установить, были ли они действительно разными лицами, или речь идёт о разных житиях одного и того же святого.
Мартирологи упоминают Валентина — римского священника, обезглавленного около 269 года; а также Валентина — епископа Интерамны (совр. Терни), известного чудесными исцелениями и казнённого за обращение в христианство сына градоначальника. В связи с праздником 14 февраля упоминается ещё и мученик с тем же именем, пострадавший в Римской провинции Африка.
В сборнике житий «Золотая легенда» (XIII век) о святом Валентине приведено крайне мало сведений, в частности, говорится о том, что он отказался отречься от Христа перед императором Клавдием и был за это обезглавлен.
В позднем средневековье во Франции и Англии житие св. Валентина постепенно начало обрастать легендами, связанными с тайным венчанием влюблённых пар. Согласно им, император Клавдий II запретил воинам жениться, дабы они не отвлекались от службы. Валентин тайно венчал желающих и за это был приговорён к смерти. В различных легендах приводятся подробности о прощальном письме, которое Валентин написал перед казнью слепой девушке (по другим вариантам — дочери тюремщика) и которое исцелило её.
Традиция праздновать день святого Валентина как день влюблённых впервые упоминается лишь в конце XVI века в английской и французской литературе. Празднование дня влюблённых соотносилось с народным поверьем, отразившимся у Чосера и в 34-й и 35-й балладах англ. поэта Дж. Гауэра: «В этот день птицы начинают искать себе пару».
В XVII веке во Франции историк Тиллемон, а позднее в XVIII веке в Англии Албан Батлер и Фрэнсис Даус предположили, что День святого Валентина был введён для замещения языческого обряда Луперкалий, отмечавшегося 15 февраля (древний римский праздник женской плодовитости, отмечавшийся накануне праздника богини Юноны). Современными исследователями эта догадка оспаривается.

## Мощи
На обладание мощами св. Валентина претендует множество храмов и монастырей. Несмотря на то, что украшенный венком череп святого давно находится в римской базилике Санта-Мария-ин-Космедин, Ватикан признал мощами останки, извлечённые в 1836 году из катакомб Ипполита на Тибуртинской дороге. Папа Григорий XVI передал эту реликвию кармелитской церкви на Уайтуфраир-стрит в Дублине.
Также на обладание мощами претендуют собор Рокмора во Франции, собор св. Стефана в Вене, базилика в Бальцане на Мальте, церковь св. Петра и Павла в чешском Вышеграде, грекокатолический храм Рождества Пресвятой Богородицы в Самборе и храм в польском Хелмно. Об осквернении мощей св. Валентина в Троицком костёле города Берестечко повествует И. Бабель в рассказе «У святого Валента» из сборника «Конармия».

## Почитание
На Западе память Валентина Римлянина и Валентина — епископа Интерамны с VII века праздновалась в один день — 14 февраля (см. день святого Валентина).
В католической церкви в 1969 году при пересмотре общего литургического календаря св. Валентин был исключён из списка святых, чья память обязательна к литургическому почитанию. В настоящее время память святого отмечается на местном уровне в ряде епархий. В России 14 февраля католическая церковь отмечает праздник святых Кирилла и Мефодия, просветителей славян.
В православии память обоих священномучеников празднуется в разные дни: 6 июля (19 июля) — память пресвитера Валентина Римлянина, а 30 июля (12 августа) — память епископа интерамнского Валентина.
В белорусском городе Смолевичи есть католическая церковь, посвящённая святому Валентину. Также возле неё находится памятник святому.

## Судебно-медицинская реконструкция
В феврале 2017 года 3D-дизайнером Сисеро Мораисом было реконструировано лицо св. Валентина на основе приписываемого ему черепа, хранящегося в базилике Святой Марии в Космедине в Риме.